# Lina Korsgren
Lina Korsgren (* 27. Januar 1988 in Falun) ist eine ehemalige schwedische Skilangläuferin.

## Werdegang
Korsgren gab ihr Debüt im Weltcup im März 2007 in Falun, wo sie als Schlussläuferin der vierten schwedischen Staffel auf Platz elf das Ziel erreichte. Im Februar 2009 erzielte Korsgren mit Platz zwei im Sprint von Ulricehamn ihre erste Top-10- und Podiumsplatzierung im Scandinavian Cup. Ein Jahr später erreichte sie beim Scandinavian Cup im Lygna Skisenter Platz fünf im Sprint. Im November 2010 startete Korsgren erneute im Weltcup im Gällivare, wobei sie über 10 km Freistil Rang 73 erzielte und mit vierten schwedischen Staffel Platz 18 belegte. Beim Scandinavian Cup in Keuruu im Februar 2011 erreichte sie Platz vier im Sprint sowie Rang fünf im 10-km-Freistil-Verfolgungsrennen. Im März 2011 nahm Korsgren am Weltcup-Finale 2011 in Stockholm und Falun teil; dabei belegte sie Platz 35 in der Gesamtwertung und erreichte u. a. Platz 32 im Sprint in Stockholm und erzielte die 26.-beste Laufzeit auf der abschließenden Verfolgungsetappe, für die allerdings keine Weltcuppunkte vergeben wurden. Im November 2011 startete Korsgren beim Nordic Opening in Kuusamo, das sie als 68. der Gesamtwertung beendete. Nach Platz 39 im Sprint von Düsseldorf im Dezember 2011 nahm sie erst drei Jahre später in Ruka erneut an einem Weltcuprennen teil. Dort erzielte sie mit Rang 19 im Sprint in der klassischen Technik ihre ersten Weltcuppunkte. Im Februar 2015 gewann sie den Engelbrektsloppet und den Kristinaloppet. In der Saison 2015/16 wurde sie Zweite beim Isergebirgslauf und Dritte beim Wasalauf und erreichte zum Saisonende den siebten Platz in der Gesamtwertung der Ski Classics. Im April 2016 siegte sie beim Nordenskiöldsloppet, dem längsten Skilanglaufrennen der Welt über 200 km.
In der Saison 2017/18 errang Korsgren beim La Diagonela den zweiten Platz und beim Marcialonga und Toblach–Cortina jeweils den dritten Platz. Im März 2018 gewann sie den Wasalauf und belegte den dritten Platz in der Gesamtwertung der Ski Classics. In der folgenden Saison siegte sie beim Isergebirgslauf und erreichte mit dem zweiten Platz jeweils beim Marcialonga, Wasalauf und Ylläs–Levi, den vierten Rang in der Gesamtwertung der Ski Classics. In der Saison 2019/20 gewann sie den Kaiser-Maximilian-Lauf und den Wasalauf. Zudem wurde sie beim Marcialonga und Isergebirgslauf jeweils Dritte und errang damit den vierten Platz in der Gesamtwertung der Ski Classics. In der folgenden Saison gewann sie mit sechs ersten Plätzen und jeweils einen zweiten sowie dritten Platz die Gesamtwertung der Ski Classics. Dabei lief sie den Wasalauf als erste Frau in einer Zeit unter vier Stunden. Dies war unter anderem den guten Loipen Bedingungen geschuldet, die aus der geringen Teilnehmerzahl aufgrund der Coronapandemie und besten Wetterverhältnissen resultierten. Zudem gewann sie den Toblach–Cortina-Lauf, Marcialonga, Isergebirgslauf, Tåssåsen Criterium und den Årefjällsloppet. In ihrer letzten Saison 2021/22 als aktive Sportlerin siegte sie wie im Vorjahr beim König-Ludwig-Lauf und kam beim La Diagonela und Marcialonga jeweils auf den dritten Platz. Die Ski Classics beendete sie auf dem vierten Platz in der Gesamtwertung.

## Erfolge

### Siege bei Worldloppet-Cup-Rennen
| Nr. | Datum           | Ort          | Rennen            | Disziplin                   |
| --- | --------------- | ------------ | ----------------- | --------------------------- |
| 1.  | 3. Februar 2019 | Oberammergau | König-Ludwig-Lauf | 50 km klassisch Massenstart |

### Siege bei Ski-Classics-Rennen
| Nr. | Datum            | Ort                          | Rennen                 | Disziplin                    |
| --- | ---------------- | ---------------------------- | ---------------------- | ---------------------------- |
| 1.  | 4. März 2018     | Sälen–Mora                   | Wasalauf               | 90 km klassisch Massenstart  |
| 2.  | 10. Februar 2019 | Bedřichov                    | Isergebirgslauf        | 50 km klassisch Massenstart  |
| 3.  | 11. Januar 2020  | Seefeld in Tirol             | Kaiser-Maximilian-Lauf | 60 km klassisch Massenstart  |
| 4.  | 1. März 2020     | Sälen–Mora                   | Wasalauf               | 90 km klassisch Massenstart  |
| 5.  | 24. Januar 2021  | Toblach                      | Toblach–Cortina        | 42 km klassisch Massenstart  |
| 6.  | 31. Januar 2021  | Val di Fiemme / Val di Fassa | Marcialonga            | 70 km klassisch Massenstart  |
| 7.  | 14. Februar 2021 | Bedřichov                    | Isergebirgslauf        | 50 km klassisch Massenstart  |
| 8.  | 7. März 2021     | Sälen–Mora                   | Wasalauf               | 90 km klassisch Massenstart  |
| 9.  | 21. März 2021    | Vålådalen                    | Tåssåsen Criterium     | 54 km klassisch Massenstart  |
| 10. | 27. März 2021    | Vålådalen–Åre                | Årefjällsloppet        | 100 km klassisch Massenstart |

### Ski-Classics-Gesamtplatzierungen
| Saison  | Platz | Punkte |
| ------- | ----- | ------ |
| 2013/14 | 16.   | 231    |
| 2014/15 | 6.    | 595    |
| 2015/16 | 7.    | 770    |
| 2016/17 | 8.    | 691    |
| 2017/18 | 3.    | 1316   |
| 2018/19 | 4.    | 1267   |
| 2019/20 | 4.    | 1125   |
| 2020/21 | 1.    | 1820   |
| 2021/22 | 4.    | 1573   |